# Chris Pollock
Chris Pollock   (Hawera, 9 de novembre de 1972) és un àrbitre de rugbi internacional que representa a la Federació neozelandesa de rugbi. Pollock va fer el seu debut com a àrbitre el 5 de juny de 2009 amb mundial sub-20 de rugbi.
La seva meteòrica carrera li va permetre que l'any 2011 fos convocat per estar entre els àrbitres encarregats d'arbitrar la Copa del Món de Rugbi de 2011. El 2012, també va fer el seu debut en el Torneig de les Sis Nacions. L'any 2013 també fou un dels àrbitres de la gira del British and Irish Lions. L'any 2015, fou novament designat àrbitre de la Copa del Món de Rugbi.
L'any 2013, Pollock fou l'encarregat de la introducció de la TV com a instrument d'arbitratge en la lliga del Super Rugby. El 2015 és designat àrbitre de la Copa del Món de Rugbi.